# Pianowo
Pianowo (dawniej Pijanowo) – wieś w Polsce położona w województwie wielkopolskim, w powiecie kościańskim, w gminie Kościan.

## Położenie
Miejscowość leży pomiędzy drogą krajową nr 5 a linią kolejową Wrocław-Poznań.

## Historia
Miejscowość pierwotnie związana była z Wielkopolską. Istnieje co najmniej od początku XVI wieku. Po raz pierwszy wymieniana w łacińskojęzycznym dokumencie z 1511 jako Pyanowo.
Miejscowość była częściowo wsią szlachecką, a częściowo kościelną czyli należącą do kleru. W XVI wieku wieś należała do powiatu kościańskiego Korony Królestwa Polskiego i leżała parafii Kościan.
W 1511 szlachcic Bernard Najdek sprzedał Mikołajowi Ocieskiemu starostwo kościaskie, a w nim 2 łany folwarczne zwane Pianowo oraz dwa inne łany zwane Szyba, położone na przedmieściu Kościana koło Kurzej Góry.
W połowie XVI wieku właścicielem we wsi był Ambroży z Piasków koło Poznania pleban kościański. W 1554 zawarł on ugodę sądową z 6 mieszkańcami wsi Pianowo, którzy do końca życia Ambrożego mieli mu dawać z każdego łanu jedną grzywnę czynszu, dwa koguty i 30 jaj oraz będą pracowali dla niego sierpem i broną przez 2 dni w roku, a w razie potrzeby i więcej. W 1557 Ambroży pozywał Grzegorza Komeczkę i Jakuba Rupkę z Kurzej Góry o to, że bezprawnie zajęli jego role w Pianowie, które stanowiły uposażenie plebana w Kościanie. Pozwani zeznali, że ich przodkowie kupili te role, a oni sami już od dawna je posiadają. Rozsądzając sprawę biskup polecił, aby pozwani udowodnili, że ich role zostały kupione. Przy okazji odnotowano mieszkańców wsi Łukasza Herdstana, Marka Śmigielskiego, Grzegorza Koniecznego, Urszulę wdowę po Janie Sołtysie, Zofię wdowę po Aleksym Kosie oraz Jakuba Krupkę.
Wieś odnotowano również w historycznych rejestrach podatkowych. W 1581 odnotowano folwark Pianowo oraz płatność podatków od dwóch zagrodników, dwóch ratajów oraz wiatraka.
Wskutek II rozbioru Polski w 1793 wieś przeszła pod władanie Prus i jak cała Wielkopolska znalazła się w zaborze pruskim. Majątek pod koniec XIX wieku liczył 4 dymy i 77 mieszkańców, z których 59 było katolikami, a 18 protestantami. Obejmował obszar 163,40 ha. W latach 1975–1998 miejscowość administracyjnie należała do województwa leszczyńskiego.
W 2011 roku w Pianowie mieszkało 235 osób.
W Pianowie znajduje się zabytkowy zespół pałacowy z przełomu XIX i XX wieku, na który składają się pałac i park.
W Pianowie zlokalizowano tereny aktywizacji gospodarczej Gminy Kościan, gdzie swoją siedzibę ma m.in. spółka CDRL - właściciel marki Coccodrillo.